# Estisch voetbalelftal in 1922
Het Estisch voetbalelftal speelde in totaal twee officiële interlands in het jaar 1922. Twee jaar eerder had de nationale ploeg van het Baltische land de eerste officiële interland uit de geschiedenis gespeeld: op 17 oktober 1920 in en tegen Finland (6-0 nederlaag).

## Balans
| Wedstrijden | Wedstrijden | Wedstrijden | Wedstrijden | Doelpunten | Doelpunten | Doelpunten | Punten |
| Gespeeld    | Winst       | Gelijk      | Verlies     | Voor       | Tegen      | Saldo      | Punten |
| ----------- | ----------- | ----------- | ----------- | ---------- | ---------- | ---------- | ------ |
| 2           | 0           | 1           | 1           | 3          | 11         | –8         | 0.500  |

## Interlands
|                                                      | |        |                                      |                                                                                      |
| 11 augustus Vriendschappelijk № 4 «onderlinge duels» | Finland | 10 – 2 | Estland                              | Töölön Pallokenttä, Helsinki Toeschouwers: 2.000 Scheidsrechter: Gösta Löfgren (SWE) |
| 11 augustus Vriendschappelijk № 4 «onderlinge duels» | Jarl Öhman 1' Jarl Öhman 9' Jarl Öhman 14' (pen.) Bruno Mantila 37' Jarl Öhman 46' Verner Eklöf 48' Jarl Öhman 50' Verner Eklöf 59' Jarl Öhman 69' Bruno Mantila 84' |        | 40' Arnold Kuulman 42' Vladimir Tell | Töölön Pallokenttä, Helsinki Toeschouwers: 2.000 Scheidsrechter: Gösta Löfgren (SWE) |

|                                                       |                 |       |                  |                                                                          |
| 24 september Vriendschappelijk № 5 «onderlinge duels» | Letland         | 1 – 1 | Estland          | ASK Stadion, Riga Toeschouwers: 3.000 Scheidsrechter: Verner Eklöf (FIN) |
| 24 september Vriendschappelijk № 5 «onderlinge duels» | Edvīns Bārda 2' |       | 88' Oskar Üpraus | ASK Stadion, Riga Toeschouwers: 3.000 Scheidsrechter: Verner Eklöf (FIN) |

## Statistieken
| August Lass          | 1903-08-16 | JK Kalev Tallinn  | 2 | 0 | 0 | 4 | 0 |
| Verdediging          |            |                   |   |   |   |   |   |
| Sergei Javorsky      | 0000-00-00 | SK Tallinna Sport | 2 | 0 | 0 | 2 | 0 |
| Arnold Kuulman       | 1895-02-13 | SK Tallinna Sport | 1 | 0 | 1 | 4 | 1 |
| Bernhard Rein        | 1897-11-19 | SK Tallinna Sport | 1 | 0 | 0 | 1 | 0 |
| August Silber        | 1895-07-30 | Tallinna JK       | 1 | 0 | 0 | 1 | 0 |
| Otto Silber          | 1893-03-17 | Tallinna JK       | 1 | 0 | 0 | 4 | 0 |
| Georg Vain           | 0000-00-00 | JK Kalev Tallinn  | 1 | 0 | 0 | 3 | 0 |
| Middenveld           |            |                   |   |   |   |   |   |
| Eduard Maurer        | 0000-00-00 | SK Tallinna Sport | 2 | 0 | 0 | 2 | 0 |
| Heinrich Paal        | 1895-06-26 | SK Tallinna Sport | 2 | 0 | 0 | 4 | 0 |
| Harald Kaarman       | 1901-12-12 | JK Kalev Tallinn  | 1 | 1 | 0 | 4 | 0 |
| Adolf Anier          | 0000-00-00 | Tallinna JK       | 1 | 0 | 0 | 1 | 0 |
| Arnold Pihlak        | 1902-07-17 | JK Kalev Tallinn  | 1 | 0 | 0 | 1 | 0 |
| Aanval               |            |                   |   |   |   |   |   |
| Vladimir Tell        | 1899-07-27 | SK Tallinna Sport | 2 | 0 | 1 | 5 | 1 |
| Oskar Üpraus         | 1898-10-12 | SK Tallinna Sport | 2 | 0 | 1 | 5 | 1 |
| Ernst-Aleksandr Joll | 1902-09-16 | JK Kalev Tallinn  | 2 | 0 | 0 | 5 | 0 |

EJL · A-internationals · Bondscoaches · Statistieken · Estisch vrouwenelftal · Olympisch elftal · Estland U21 · Estland U20 · Estland U19 · Estland U18 · Estland U17 · Estland U16
1920 – 1929 ·
1930 – 1939 ·
1940 – 1949 ·
1950 – 1990 · 
1990 – 1999 ·
2000 – 2009 ·
2010 – 2019 ·
2020 − 2029
OS 1924
1920 ·
1921 ·
1922 ·
1923 ·
1924 ·
1925 ·
1926 ·
1927 ·
1928 ·
1929 · 
1930 · 
1931 · 
1932 · 
1933 · 
1934 · 
1935 · 
1936 · 
1937 · 
1938 · 
1939 · 
1940 · 
1941 · 
1942 · 
1943 · 1944 · 
1945 · 
1946 · 
1947 · 
1948 · 
1949 · 
1950 – 1990 · 
1991 · 
1992 · 
1993 · 
1994 · 
1995 · 
1996 · 
1997 · 
1998 · 
1999 · 
2000 · 
2001 · 
2002 · 
2003 · 
2004 · 
2005 · 
2006 · 
2007 · 
2008 · 
2009 · 
2010 · 
2011 · 
2012 · 
2013 · 
2014 · 
2015 · 
2016 ·
2017 ·
2018 ·
2019 ·
2020
Albanië ·
Andorra ·
Angola ·
Antigua en Barbuda ·
Argentinië ·
Armenië ·
Azerbeidzjan ·
België ·
Bosnië-Herzegovina ·
Brazilië ·
Bulgarije ·
Canada ·
Chili ·
China ·
Cyprus ·
Denemarken ·
Duitsland ·
Ecuador ·
Egypte ·
El Salvador ·
Engeland ·
Equatoriaal-Guinea ·
Faeröer ·
Fiji ·
Filipijnen ·
Finland ·
Frankrijk ·
Georgië · 
Gibraltar ·
Griekenland ·
Hongarije ·
Hongkong ·
Ierland ·
IJsland ·
Indonesië ·
Irak ·
Israël ·
Italië ·
Jordanië ·
Kazachstan ·
Kirgizië ·
Kroatië ·
Letland ·
Libanon ·
Liechtenstein ·
Litouwen ·
Luxemburg ·
Malta ·
Marokko ·
Mexico ·
Moldavië ·
Montenegro ·
Nederland ·
Nieuw-Caledonië ·
Nieuw-Zeeland ·
Noord-Ierland ·
Noord-Macedonië ·
Noorwegen ·
Oekraïne ·
Oezbekistan ·
Oman ·
Oostenrijk ·
Polen ·
Portugal ·
Qatar ·
Roemenië ·
Rusland ·
Saint Kitts en Nevis ·
San Marino ·
Saoedi-Arabië ·
Schotland ·
Servië ·
Slovenië ·
Slowakije · 
Spanje ·
Tadzjikistan ·
Thailand ·
Trinidad en Tobago ·
Tsjechië ·
Turkije ·
Turkmenistan ·
Uruguay ·
Vanuatu ·
Venezuela ·
Verenigde Arabische Emiraten ·
Verenigde Staten ·
Vietnam ·
Wales ·
Wit-Rusland ·
Zweden ·
Zwitserland